# Emilio Bardi
Emilio Bardi (San Justo, 19 de agosto de 1960) es un actor argentino de televisión, cine y teatro. Ampliamente reconocido por su notable pericia y habilidad a la hora de interpretar villanos y delincuentes.

## Televisión
| - 1986 "De Cuarta" (Canal 7) - 1987 Tiempo cumplido (Canal 7) - 1989 Tanguito (Canal 7) - 1989 Hombres de ley (Canal 7) - 1991 Regalo del cielo (Canal 9) - 1991 Atreverse (Telefé) - 1991 Grande Pa (Telefé) - 1992 Patear el tablero - 1992 Antonella (Canal 13) - 1994 Sin condena (Canal 9) - 1994 Aprender a volar (Canal 13) - 1994 Montaña Rusa (Canal 13) - 1994 El día que me quieras - 1995 Amigovios (Canal 13) - 1996 Poliladron (Canal 13) - 1996 Mi cuñado Telefé - 1996 Los ángeles no lloran - 1997 Cebollitas (Telefé) - 1998 Alas, poder y pasión - 1998 Muñeca brava (Telefé) - 2000 Vulnerables (Canal 13) - 2000 Luna salvaje (Telefé) - 2000 Tiempo final (Telefé) - 2001 Reality reality (Azul TV) - 2002 El precio del poder (Canal 9) - 2002 Tiempo final (Telefé) - 2002 Los simuladores (Telefé) - 2002 Rebelde way (Canal 9) - 2002 Ciudad de pobres corazones (América) - 2002 Final de juego (Canal 13) | - 2003 Femenino masculino (Canal 9) - 2003 Durmiendo con mi jefe (Canal 13) - 2003 Abre tus ojos (Canal 13) - 2004 Padre Coraje (Canal 13) - 2004 Los secretos de papa (Canal 13) - 2004 La momia Inca (Infinito) - 2005 Amor mío (Telefé) - 2005 Un cortado, historias de café (Canal 7) - 2005 Casados con hijos (Telefé) - 2005 Sin código (Canal 13) - 2005 Amarte así, Frijolito (Telemundo) - 2006 Se dice amor (Telefé) - 2006 Mujeres asesinas (Canal 13) - 2006 Sos mi vida (Canal 13) - 2007 La ley del amor (Telefé) - 2008 Vidas robadas (Telefé) - 2009 Herencia de amor (Telefé) - 2010 Niní (Telefé) - 2010 Botineras (Telefé) - 2011 El elegido (Telefé) - 2011 Adictos (Canal 10) - 2012 La viuda de Rafael (Canal Siete) - 2014 Doce casas, Historia de mujeres devotas - 2015 Variaciones Walsh (TV Pública) - 2015 Se trata de nosotros (Orbe 21) - 2016 Matungo - 2018 La caída (TV Pública) - 2019 Argentina, tierra de amor y venganza (Canal 13) |

## Cine
| Año  | Título                           | Personaje          | Director                                  |
| ---- | -------------------------------- | ------------------ | ----------------------------------------- |
| 1982 | Los pasajeros del jardín         |                    | Alejandro Doria                           |
| 1984 | El juguete rabioso               |                    | José María Paolantonio y Aníbal Di Salvo. |
| 1984 | Los chicos de la guerra          |                    | Bebe Kamin                                |
| 1985 | Sucedió en el internado          | Banda de Charly    | Emilio Vieyra                             |
| 1986 | Perros de la noche               | Mingo              | Teo Kofman                                |
| 1988 | DNI (La otra historia)           |                    | Luis Brunatti                             |
| 1993 | Matar al abuelito                | Ramón              | Luis César D'Angiolillo                   |
| 1993 | Hasta donde llegan tus ojos      |                    | Silvio Fischbein                          |
| 1996 | Caballos salvajes                | Carrasco           | Marcelo Piñeyro                           |
| 1996 | El Che                           |                    | Aníbal Di Salvo                           |
| 1996 | Carlos Monzón, el segundo juicio |                    | Gabriel Arbós                             |
| 1997 | Comodines                        | jefe de matricería | Jorge Nisco                               |
| 1997 | Cenizas del paraiso              | Méndez             | Marcelo Piñeyro                           |
| 1999 | Rosarigasinos                    | policía Benítez    | Rodrigo Grande                            |
| 2001 | La fiebre del loco               | Canuto             | Andrés Wood                               |
| 2001 | Un amor en Moisés Ville          |                    | Antonio Ottone                            |
| 2003 | El regreso                       | Camillotti         | Hugo Lescano                              |
| 2005 | Nordeste                         | Teodoro            | Juan Solanas                              |
| 2007 | El niño de barro                 | Fiore Godino       | Jorge Algora                              |
| 2020 | Lleno de ruido y dolor           | Baigorria          | Nacho Aguirre                             |

## Teatro
- Desde 1974

- 1989-1991: Madre Coraje, de Bertolt Brecht. Dir. R. Sturua. Teatro Nacional Cervantes. Festival Internacional, Venezuela y Colombia.
- 1993: Alta en el cielo, de N. Fernández Tiscornia. Dir. Vacaro.
- 1994: Destino de dos cosas o de tres, de Rafael Spregelburd. Dir. R. Villanueva. Teatro M. Gral. San Martín.
- 1995: La pirámide, de Copi. Dir. R. Villanueva. Centro Cultural Recoleta.
- 1996: Armando grotescos, de Armando Discépolo. R. Cortes. Teatro Auditorio de Mar del Plata. Teatro de la Rivera.
- 1996: Uno nunca sabe, de Roberto Fontanarrosa. Dir. M. Alfaro. Sala Naschman, Mar del Plata y Gira.
- 1997: Las visiones de Simón Machard, de Bertolt Brecht. Dir. R. Sturua. Teatro Municipal Alvear.
- 1998: El viejo criado, Teatro Presidente Alvear.
- 1999: Luces de bohemia, Teatro General San Martín
- 2003: Don Chicho, Teatro Cervantes
- 2004: El diez
- 2005: Rita, la salvaje, Dir. Ricky Pashkus
- 2006: Tratala con cariño. Dir. Carlos Evaristo
  - El enganche. Dir. Alfredo Devita
- 2008: A propósito de la duda. Dir. Daniel Fanego
- 2015: La jaula de las locas
- 2018-2019: Madre coraje